# Капитулярий о поместьях
«Капитулярий о поместьях», или «Городской капитулярий» (лат. Capitulare de villis) — один из многочисленных капитуляриев, изданных при правителях Франкского государства из династии Каролингов. Представляет собой инструкцию для управляющих королевскими поместьями, где перечислены основные обязанности королевских сановников. Документ составлен на латинском языке, примерно в начале 9 века, вероятно по приказу Карла Великого, либо уже при его сыне Людовике I Благочестивом. Из капитулярия мы можем получить информацию о различных категориях свободного и зависимого населения, их повинностях и наказаниях, также даётся представление об организации крупного феодального землевладения.Ценный исторический источник по социально-экономической истории Каролингской империи.

## Содержание
Текст разбит на 70 параграфов, они пронумерованы,но не озаглавлены. Несмотря на значимость документа он составлен весьма хаотично, не наблюдается единой логики расположения тех или иных пунктов.